# Changde
Changde (常德) é uma cidade no norte da província Hunan na China, com uma população de aproximadamente 5 717 218 de habitantes(2010).

## Geografia
Situado na margem norte do rio Yuan acima de sua junção com o sistema do Lago Dongting, Changde é um centro natural da planície noroeste de Hunan.

## Transportes
- Rodovia Nacional da China 207